# Itaunja
Itaunja es un pueblo y nagar Panchayat situado en el distrito de Lucknow en el estado de Uttar Pradesh (India). Su población es de 7305 habitantes (2011). 

## Demografía
Según el censo de 2011 la población de Itaunja era de 7305 habitantes, de los cuales 3962 eran hombres y 3343 eran mujeres. Itaunja tiene una tasa media de alfabetización del 71,30%, superior a la media estatal del 67,68%: la alfabetización masculina es del 74,78%, y la alfabetización femenina del 67,13%.